# Shamma Al Mazrui
Shamma Al Mazrui, arab. ‏شما بنت سهيل المزروعي‎ (ur. 22 lutego 1993 w Abu Zabi) – emiracka polityczka. Ministra ds. młodzieży w latach 2016–2023. W 2016 najmłodsza osoba na stanowisku ministerialnym na świecie.

## Życiorys

### Młodość i edukacja
Al Mazrui urodzła się 22 lutego 1993 w Abu Zabi. W 2014 roku ukończyła studia na New York University Abu Dhabi z tytułem Bachelor of Arts na kierunku ekonomia i finanse. W 2015 roku ukończyła z wyróżnieniem studia magisterskie z polityki publicznej na Uniwersytecie Oksfordzkim. Została pierwszą osobą ze Zjednoczonych Emiratów Arabskich, która otrzymała Rhodes Scholarship.

### Kariera zawodowa
Pracowała jako specjalistka od polityki publicznej w przedstawicielstwie Zjednoczonych Emiratów Arabskich przy Organizacji Narodów Zjednoczonych oraz w kancelarii premiera. Była również stażystką w emirackiej ambasadzie w Waszyngtonie.

### Działalność polityczna
15 lutego 2016 została mianowana ministrą ds. młodzieży Zjednoczonych Emiratów Arabskich przez premiera Muhammada ibn Raszida Al Maktuma. Obejmując stanowisko w wieku 22 lat została najmłodszą osobą na stanowisku ministra na świecie.
7 lutego 2023, w wyniku rekonstrukcji rządu, została mianowana ministrą ds. rozwoju społecznego.

### Pozostała działalność
W 2017 roku była prezeską organizacji Olimpiady Specjalne. Była członkinią rady doradczej Konferencji Narodów Zjednoczonych w sprawie Zmian Klimatu w Dubaju w 2023 roku. Jest członkinią zarządu organizacji Erth Zayed Philanthropies.

### Życie prywatne
Jest zamężna. Na jej ślubie obecni byli m.in. premier Muhammad ibn Raszid Al Maktum oraz wicepremier Maktoum bin Mohammed Al Maktoum.